# Państwo w Państwie
Państwo w Państwie – polski program publicystyczny, emitowany od 2 października 2011 na antenie Polsatu i Polsatu News na żywo w niedzielę o godz. 19:30.
Tytuł programu nawiązuje do sytuacji, w której wewnątrz jednej oficjalnej struktury organizacyjnej powstaje nieoficjalnie inna struktura, która sprawuje faktyczną władzę. W zamierzeniu twórców audycja piętnuje przypadki nadużywania prawa, nepotyzmu w relacjach: państwo-przedsiębiorca, państwo-obywatel, ujawnia tego typu patologie, piętnuje nieuczciwych urzędników i upomina się o sprawiedliwość dla pokrzywdzonych. Każdorazowo w odcinku audycji jest przedstawiany widzom reportaż dotyczący przypadku naruszenia prawa przez urzędników wobec przedsiębiorców lub błędu wymiaru sprawiedliwości wobec osób prywatnych.
Szefem redakcji programu jest Michał Troiński, reżyserem Grzegorz Gościniak, producentem Dorota Gawryluk, autorem formatu Bogusław Chrabota, a prowadzącym Przemysław Talkowski. Współredaktorką programu była Małgorzata Cecherz, której książka pt. Państwo w Państwie i Ja została wydana w 2016. Redakcje programu współtworzyła Ewa Żarska.
W trakcie odcinka programu w dniu 10 marca 2013 samopodpalenia dokonał Andrzej „Żurom” Żuromski. Podczas odcinka audycji, emitowanego 8 listopada 2015, prowadzący program Przemysław Talkowski w wyniku niefortunnego zejścia z podestu doznał złamania nogi.

## Nagrody
- Nagroda gospodarcza Związku Przedsiębiorców i Pracodawców (2011, w kategorii Media)[2]
- „Grand Press” (2012, w kategorii Publicystyka)[9][2]
- Nagroda „Wektory” (2012)[10][2]
- Druga Główna Nagroda Wolności Słowa (2014, przyznana przez Stowarzyszenie Dziennikarzy Polskich za reportaż pt. Tumult nad Łodzią)[11]
- Nagroda „Złota Waga” (2015, przyznany przez Naczelną Radę Adwokacką[12][2]
- Wyróżnienie Nagrody Watergate (2016, przyznane przez Stowarzyszenie Dziennikarzy Polskich za reportaż pt. Czy państwo radzi sobie z lichwą)[13]
- Nagroda w plebiscycie dla dziennikarzy ekonomicznych w ramach XIV Konkursu im. Władysława Grabskiego (2016, przyznany przez Narodowy Bank Polski za reportaż pt. Kowal zawinił, cygana powiesili)[14]
- Finał Nagrody Radia Zet imienia Andrzeja Woyciechowskiego (2016)[15]